# Liste der Ehrenbürger von Biedenkopf
In der Stadt Biedenkopf wird seit 1856 das Ehrenbürgerrecht verliehen.
Hinweis: Die Auflistung erfolgt chronologisch nach Datum der Zuerkennung.

## Die Ehrenbürger der Stadt Biedenkopf
1. Friedrich von Zangen (* 2. Dezember 1812 in Lang-Göns; † 6. April 1876 in Battenberg)
Forstmeister, Abgeordneter
Verleihung 1. Januar 1856
Von Zangen war 13 Jahre lang Oberförster in der waldreichen Stadt und verbesserte dort die Forstwirtschaft. Er gehörte als Abgeordneter des Kreises Biedenkopf dem Preußischen Abgeordnetenhaus und dem Kommunallandtag in Wiesbaden an und war im Vorstand der Sparkasse Biedenkopf. Die Ehrenbürgerschaft erhielt er, als er 1856 nach Battenberg versetzt wurde.[1]
2. Wilhelm Schlotthauer (* 21. März 1859 in Grumbach; † 9. Juni 1885 in Heppenheim)
Kreisarzt
Verleihung 11. November 1877
Dr. Schlotthauer bekam die Ehrenbürgerschaft für seine 25-jährige Amtstätigkeit und sein „segensreiches und uneigennütziges Wirken“ zugesprochen.[2]
3. Carl Mertz (* ??? in Höchst; † ???)
Oberlehrer
Verleihung 1881
Nach seiner Promotion an der Universität Gießen am 20. November 1850 zum Dr. phil.[3] war Mertz zwischen 1856 und 1883 Oberlehrer am Realprogymnasium und hatte sich „um die geistigen Interessen der Stadt“ verdient gemacht.[4]
4. Julius Jakob Esau (* 11. September 1846 in Biedenkopf; † 8. März 1921 in Biedenkopf)
Lehrer und Direktor
Verleihung 11./22. Mai 1900
Prof. Esau war Lehrer und ab 1892 Direktor am Realprogymnasium. Verdient gemacht hat sich Esau für seine vielfältigen Funktionen im kommunalen Leben der Stadt. So war er unter anderem Vorsitzender des Gewerbevereins, des Verschönerungsvereins sowie des Badevereins. Besondere Verdienste erwirkte er als Mitglied des Stadtparlaments.[5]
5. Theodor Ludwig Werner (* 24. Februar 1846 in Biedenkopf; † 3. März 1917 in Biedenkopf)
Seifenfabrikant
Verleihung 12. April/6. Mai 1913
„An den Angelegenheiten seiner Vaterstadt war er jederzeit interessiert. Mehrere Jahrzehnte gehörte er dem Gemeinderat und danach der Stadtverordnetenversammlung an. In dieser Zeit hat er sich besondere Verdienste um die Stadt erworben“.[6]
6. Karl Heinzerling III (* 25. Dezember 1839 in Biedenkopf; † 13. April 1918 in Biedenkopf)
Kaufmann
Verleihung 11. April/13. November 1913
Über 41 Jahre war er als Stadtverordneter, Beigeordneter und stellvertretender Stadtverordnetenvorsteher tätig und hat sich um die Stadt verdient gemacht.[4]
7. Karl Wilhelm Brühl (* 23. Juni 1849 in Biedenkopf; † 19. März 1935 in Biedenkopf)
Prokurist
Verleihung 12. April/6. Mai 1913
Fast 40 Jahre lang war er Stadtverordneter, davon 21 Jahre lang Stadtverordnetenvorsteher. In dieser Zeit hat er sich besondere Verdienste um die Stadt erworben.[7]
8. Ferdinand Grünewald (* 27. April 1863 in Kassel; † 5. August 1924 in Biedenkopf)
Bürgermeister a. D.
Verleihung 1./3. April 1924
Von 1895 bis 1924 war er Bürgermeister der Stadt. In seine Amtszeit fielen viele Neuerungen in der Stadt, wie die Einführung des elektrischen Lichts, die Ernennung Biedenkopfs als Luftkurort sowie die Einrichtung weiterer kommunaler Einrichtungen. Vor und nach der Arbeit lief er durch die Stadt und suchte nach Verbesserungs- und Änderungsmöglichkeiten für die Stadt.[4]
9. Fritz Banss (* 9. April 1867 in Biedenkopf; † 14. April 1927 in Biedenkopf)
Schlossermeister
Verleihung 1./12. August 1927
Fritz Banss, der die Maschinenfabrik Banss KG seines Vaters weiterführte, war 24 Jahre lang Stadtverordneter, Stadtverordnetenvorsteher und Magistratsschöffe. Insbesondere für die Holzwirtschaft der Stadt machte er sich verdient. Außerdem war er 28 Jahre Aufsichtsratsmitglied der Volksbank Biedenkopf, Vorstand des Gewerbevereins sowie Mitglied der Handwerkskammer Wiesbaden.[8]
10. Adolf Hitler (* 20. April 1889 in Braunau am Inn; † 30. April 1945 in Berlin)
„Führer“ und Reichskanzler
Verleihung am 23. März 1933
Verleihung nach Beschluss durch die NSDAP.
Aberkennung am 25. Juli 1946 auf Beschluss der Stadtverordnetenversammlung.[9]
Erneute Aberkennung am 26. April 2007 auf Beschluss der Stadtverordnetenversammlung aufgrund der fälschlichen Annahme, dass er noch immer Ehrenbürger der Stadt sei.[9]
11. Wilhelm Thiele (* 10. September 1897 in Ballenstedt.; † 28. März 1990 in Biedenkopf)
Mitglied des Reichstages, Bürgermeister a. D. und Kreisleiter
Verleihung am 23. März 1933
Aberkennung am 25. Juli 1946 auf Beschluss der Stadtverordnetenversammlung.[9]

### Zweimalige Aberkennung der Ehrenbürgerschaft Adolf Hitlers
Zu einer zweimaligen Aberkennung der Ehrenbürgerschaft Adolf Hitlers kam es 2006/2007 aufgrund unzureichender Recherchen.

Vorausgegangen war die Recherche eines Biedenköpfer Bürgers, der zwar Hinweise für die Ehrenbürgerschaft, aber keine für die Aberkennung gefunden hatte. Da sich die Stadt des Themas nicht ausreichend annahm, wurde es schnell zu einem Politikum, welches durch die regionale Presse aufgenommen und angeheizt wurde. Die Fronten verhärteten sich schnell, bis die Stadtverordnetenversammlung am 26. April 2007 die vermeintlich bestehende Ehrenbürgerschaft erneut aberkannte. Erst im Anschluss stellte sich heraus, dass die Aberkennung der Ehrenbürgerschaft Hitlers bereits am 25. Juli 1946 erfolgt war.

## Weitere Ehrenbezeichnungen
Die Stadt Biedenkopf verleiht außerdem die Bezeichnung Stadtältester für Personen, die mindestens 20 Jahre lang ein Ehrenamt ausgeübt haben, sowie die Bezeichnung Ehrenbürgermeister.